# 東雲あずさ
東雲 あずさ（しののめ あずさ、2002年3月3日 - ）は、日本のAV女優。舞台俳優。タレント。女優。東京都出身。プライムエージェンシー→GG所属

## 経歴
2022年2月1日に「青春を野球に注いできた絶倫ルーキー‘東雲あずさ’アドレナリン爆発AVデビュー」でKawaii*専属デビュー。作品タイトルや後述の履歴に引っ掛け、自身のYouTubeで記者会見風に演出してデビューを発表した。
2022年9月Kawaii*の卒業を自身のTwitterで発表、キカタン（企画単体女優）として活動を始める
2022年10月から演劇DUO福斗清☆ 旗揚げ公演 「絶対にNTRれないオ・ト・コ」で舞台俳優としても活動を始める。
2025年2月8日、9日には台湾で開催された「TOP女神台北感謝祭」に招かれ参加した。

## 人物
- 小学校、中学校、高校の10年間の青春を野球に捧げている。ポジションはキャッチャー。

- 上下左右対称の八重歯が印象的

- 特技は野球、バンド、趣味はベースギター[6]。

- 好きなバンドは銀杏BOYZ。

- 好きな女優はつぼみ。

## 出演作品

### アダルトビデオ
- 青春を野球に注いできた絶倫ルーキー‘東雲あずさ’アドレナリン爆発AVデビュー(2月1日、Kawaii*)

- 絶倫ルーキー‘東雲あずさ’エンジン全開！突いて突いて突きまくって限界突破覚醒！禁欲×ポルチオ×ぶっかけ×5Pでイカせまくる追撃ピストントントーン！（3月1日、Kawaii*）

- オジサンと、制服と、精液と…学校サボってオトナの課外授業 東雲あずさ（4月5日、Kawaii*）

- バンド内三角関係NTR あずさを泣かせるアイツが許せなくて最高のグルーヴを奏で合う略奪セックス 東雲あずさ（6月7日、Kawaii*）

- プライベートを覗いているような生々しくて素人感丸出しのハメ撮り40本番 Kawaii*ベスト（6月7日、Kawaii*）

- にんまり笑顔としっとり囁きで何度も深い射精へ導いてくれる回春エステ 東雲あずさーヴを奏で合う略奪セックス 東雲あずさ（7月5日、Kawaii*）

- 同世代では味わえない深みのある中年おじさんの熟練テクニックに快楽堕ちした未熟ボディ50本番 Kawaii*ベスト（7月5日、Kawaii*）

- 初めて彼女が出来てビビってたら…セックスの練習台になってくれたブラコン妹にサル並みの性欲で何度も何度も中出ししまくった。 東雲あずさ（8月2日、Kawaii*）

- 祝kawaii*15周年150人×150本番24時間スペシャルBOX Kawaii*ベスト（8月2日、Kawaii*）

- 「義父の目的は私です…」ストーカーが母の再婚相手に… もう逃げられないと悟った‘あずさ’は恐怖から義父を受け入れ何度も中出しセックスされて… 東雲あずさ（9月6日、Kawaii*）

- 「青春」を奪われた制服美少女39名の性感開発日記74ページ2期生の卒業アルバム Kawaii*ベスト（9月6日、Kawaii*）

- 射精（だ）すまでおチ○ポ離さないぞ敏感チ○ポをシゴいてしゃぶってぶち込む金玉カッラカラ抜きテク50選 Kawaii*ベスト（10月4日、Kawaii*）

- 最愛の人よりも目の前の他人棒を選んだ裏切りNTRベスト 越えてはいけない一線を越えたスケベで最低な美少女たち Kawaii*ベスト（10月4日、Kawaii*）

- あずさちゃん（10月18日、俺の素人-Z-）

- 女子○生の皆さん！デカチン洗体してくれませんか？カチカチに反り返ったデカチンをお尻の穴から亀頭の先まで入念に泡洗い！密着洗体でオマ○コがグショグショ赤面発情！そのまま子宮の奥まで届くデカチンで激ピス中出しセックス！！（10月28日、赤面女子）

- 小悪魔美少女のスキスキ誘惑に我慢できず何度も何度も射精した逆NTRベスト Kawaii*ベスト（11月1日、Kawaii*）

- あずさちゃん（11月1日、素人ペイペイ）

- 未開発おま●こを調教してハメ倒して早漏変態娘へ飼いならされた32名の美少女たち Kawaii*ベスト（12月6日、Kawaii*）

- 剛毛オマ○コ舐められJD～flavors×マジックミラー便コラボ企画～またがり顔面騎乗クンニで毛深いケツ穴オマ○コの匂いを嗅がれ舐めほじられ大発情イキ！白濁マン汁まみれになったボーボー未処理マ○コに生ハメされると陰毛しゃぶられSEXでおねだり中出し！（12月20日、ディープス）

- kawaii*美少女総勢141名160タイトル4枚組収録大大大ボリューム新春初ヌキ福袋16時間ベスト2023 Kawaii*ベスト（1月3日、Kawaii*）

- 八重歯の可愛いボーイッシュ女子野球部 スポーツ推薦で暇をもてあましたムッツリピュア学生がおじさんに開発されてイキまくる！！（1月12日、HMN WORKS）

- 【盗撮】野球部マネージャーと監督がイケナイ関係になっている所を盗撮。ギンギンに勃った肉バットを夢中でしゃぶりまくり→マン奥までしっかり突かれまくり→サヨナラ中出しホームランされて夜の三冠を達成【流出××】（1月13日、素人CLOVER）

- 地元にいそうな可愛い子がAV女優になった日…初めて人前でHしたkawaii*新人コレクション33名 Kawaii*ベスト（2月7日、Kawaii*）

- 一般男女モニタリングAV×マジックミラー便コラボ企画 大手企業に勤めるデカ尻ピタパンOLさんが初めてのパンツスーツ履きっぱなしイキ潮体験！手マン＆電マ責めでぱっつぱつのパンツスーツから滲み出るほど連続イキ漏らししたインテリオマ○コにデカチン挿入で生中出し！！（2月21日、ディープス）

- 「誰にも見られませんように…」無理やり上着の中を全裸にされて服を探し回る校内で遠隔イキさせられた大量失禁J○（2月23日、ナチュラルハイ）

- 超ラッキー！登校拒否のボクがいじめっ子クラスメイト女子たちと数珠繋ぎSEX！ヤバいと思った女子はボクが許すまで何度でも好き勝手抱かせて…（2月28日、Hunter）

- ドM美女のW顔面ハラスメント 東雲あずさ/有加里ののか（2月28日、グローリークエスト）

- Kawaii*美少女たちのイキ狂い記念日 全身ビクビク大痙攣エンドレス追撃ピストン100本番 Kawaii*ベスト（3月7日、Kawaii*）

- 脳がとろける...イチャあまベロチュウ性交8時間 Kawaii*ベスト（3月7日、Kawaii*）

- 娘の前で雌犬のように激しく突かれて 美咲かんな 東雲あずさ（3月8日、アタッカーズ）

- 『私…おち○ちん大好きなんだ』いきなりこんな事、耳元で囁かれても童貞のボクには何も出来ない！家で学校でオフィスで路上で囁かれて超勃起！（3月28日、Hunter）

- 射精直前の濃厚フェラチオから即顔射85連発 怒涛のぶっかけ顔面パック！ Kawaii*ベスト（4月4日、Kawaii*）

- レビュー星4.5以上！評価20件以上ついたkawaii*の名盤！ユーザーが選んだ高評価ベストコレクション720分 Kawaii*ベスト（4月4日、Kawaii*）

- あずさ（4月9日、破天荒）

- 顔出し解禁！！ マジックミラー便 3分前まで女子○校生！～2023年～卒業式直後に初めての素股編 総勢20人全員SEXスペシャル！ギンギンに勃起したち○ぽを赤面まんコキ！恥じらいながらも濡れてしまった10代うぶオマ○コにヌルっと挿入で激イキ絶頂！！2枚組10時間！！ （4月18日、ディープス）

- 有名進学校の女子校生が初めてのオナニー鑑賞！至近距離でのガマン汁臭とシコシコ音にグッチョリ膣キュン！頬を赤らめて求めて来たので生挿入、中出ししちゃいました！ あずさちゃん（4月19日、アイエナジー）

- どこでもフェラチオ美少女4放課後女子○生10名（4月25日、S級素人）

- 放課後の私は何度も中出しを許しちゃう悪い子です…。大量ザーメン148発注入 Kawaii*ベスト（5月2日、Kawaii*）

- 肌ツルン胸きゅん尻プリン若いって素晴らしい！！！ 制服が似合うもぎたて搾りたて女の子と本能むき出しセックス8時間 Kawaii*ベスト（5月9日、Kawaii*）

- さすがにお尻見え過ぎじゃない？海外のビーチに行く義姉が流行りのギリギリダメージ加工ジーンズを自作！セクシー過ぎてお尻どころか色々丸見え！（5月9日、Hunter）

- チンスメ おち●ぽのにおいってどうですか？（5月16日、タマネギ/妄想族）

- 素人ヘアヌード大図鑑～未成熟な10代女子校生編（5月20日、S級素人）

- 梓ちゃん（5月21日、シロウト速報）

- この娘とずっと映画とか本の話してたい…キュートな書店員さん 知的な黒髪女子が絶倫巨根でさんざんイカされドM堕ち（5月23日、ブロッコリー/妄想族）

- あずさ（5月24日、素人ムクムク）

- 有名進学校の女子校生が初めてのオナニー鑑賞！ 3至近距離でのガマン汁臭とシコシコ音にグッチョリ膣キュン！頬を赤らめて求めて来たので生挿入、中出ししちゃいました！（5月25日、アイエナジー）

- 「あなたのち●ぽは私の物！」いじられまくって超悶絶！超・最高のち●ぽ責め！vol.01（5月26日、DOC）

- kawaii女優79名！乱れ狂う騎乗位100本番！絶頂求め激しく快感馬乗り腰振りラッシュ Kawaii*ベスト（6月6

日、Kawaii*）
- 40人の美少女マ○コとお口を100本以上の肉棒でガバガバにして汚すメス堕ちFUCK50本番 Kawaii*ベスト（6月6日、Kawaii*）

- SOD女子社員 第40回 陽キャ女子社員にひたすら抜かれたいユーザー様達と、ラブホでお泊り王様ゲーム！ 20時～6時 夜通しずーっと‘王様の命令はぜったーい！！’（6月8日、SODクリエイト）

- 従順ドマゾで剛毛マ○コの保母さんに変態インストール覚醒ダッチワイフ 西山ゆり（6月13日、AVS collector's）

- カップル交換・スワップセックス！親友と彼氏の目の前で挿入されヒクヒクいきまくるむっつりすけべ 東雲あずさ　（7月6日、ヒビノ）

- いやぁ！！だめだめだめぇぇぇっ！！！！ 中出しを嫌がり必死に抵抗する女を完全絶望させる中出し 8時間（RBB-259）（6月13日、ROOKIE）

- 細身少女をイキ潰す腰砕け鬼畜ピストンレ●プ 50本番 Kawaii*ベスト（7月4日、Kawaii*）

- 少女たちの無防備ぷりぷり桃尻にムラムラ抑えきれずひたすらバック中出し＆ぶっかけ50連発 Kawaii*ベスト（7月4日、Kawaii*）

- 恋人交換！ラブラブカップル同志がパートナ替えてスワップSEX！親友の彼氏のチ○ポを、親友と彼氏の目の前で挿入されて激興奮！！（7月6日、SWITCH）

- セックス覚えたてで伸びしろしかない原石が 初々しくもドスケベ丸出しで淫らに輝く瞬間kawaii*令和美少女図鑑100名 Vol.2 Kawaii*ベスト（8月1日、Kawaii*）

- 【下腹部を抑えて奥深い快楽！ポルチオ活性！子宮頸部オーガズム！】首を絞められ子宮の奥までデカチンを突き刺さされ恍惚の表情を浮かべて堕ちる！容赦ない東京の洗礼を浴びせて理解せる！放心状態で激ピストンとデカチン強●イラマを受け入れる！読書が好きな文芸オタク…（8月11日、FALENO TUBE）

- kawaii*女優に見つめられながらお口と手で優しく包み込まれチ●ポも脳もトッロトロ 射精直前のフェラチオ手コキ119連発8時間 Kawaii*ベスト（9月5日、Kawaii*）

- 怒涛の絶撃アクメピストンに腰ギュぃぃぃぃん！華奢なカラダがへし折れるほどイキ果てるポルチオブリッジ絶頂50本番 Kawaii*ベスト（9月5日、Kawaii*）

- 10代ウブ美少女女子校生限定！1人じゃイケない男性とドキドキ相互オナニー鑑賞してみませんか？見つめ合いオナニーで感じすぎちゃったマ○コに生ハメ中出し！（9月7日、アイエナジー）

- 顔出しMM号 女子大生限定 ザ・マジックミラー リアル友達関係の男女の素人大学生が生まれて初めての素股に挑戦！2人っきりの密室でクリトリスとチ○ポを擦り合わせると友情の壁を超え我慢できずにヌルッと挿入してしまうのか！？ 8 人生初の真正中出しスペシャル！（9月19日、ディープス）

- 迷い込んだ未成熟。最狂服従イラマチオ あずさ（9月26日、えむっ娘ラボ）

- 一般男女モニタリングAV 友達同士の素人男女お泊まり企画 若い2人が1つ屋根の下で24時間過ごしたらコンドーム1箱使い切るのかを徹底検証！友情の壁を越えた性欲真っ盛りの大学生男女は我慢できずに中出しセックスまでしてしまうのか！？2組合計18セックス（10月3日、ディープス）

- 未開発おま●こを調教してハメ倒して完全言いなり早漏変態娘へ飼いならされた33名の美少女たち Kawaii*ベスト（10月3日、Kawaii*）

- ハリ、ツヤ、形、触り心地、感度すべてヨシ！ピチピチ若い乳房を揉んで！吸って！挟んで！揺らして白桃おっぱい堪能スペシャル Kawaii*ベスト（10月3日、Kawaii*）

- 最愛の人よりも他人棒の絶倫ピストンに堕ちた裏切りNTRベスト 一線を越えた最低な変態美少女たち…。 Kawaii*ベスト（11月7日、Kawaii*）

- 合宿中にムラついたらヌイてくれるサッカー部マネージャー 精飲7発 東雲あずさ（11月9日、アキノリ）

- レイヤーをやり始めた妹を無言で貪った 東雲あずさ（12月1日、光夜蝶）

- アナルのシワの数までハッキリわかる！ノーモザイク連続絶頂アナル見せオナニー21（12月21日、アイエナジー）

- 可愛い女子が乱れイク！同時シンクロ絶頂を迎えるラストスパート正常位中出し105連発 Kawaii*ベスト（1月2日、Kawaii*）

- 美少女監禁 追撃鬼イラマ＆飲尿性交 東雲あずさ（1月26日、h.m.p）

- 完全受け身で射精無制限！強力膣圧SEX、緩急手コキ、バキュームフェラで最後の1滴までスケベ汁を絞り尽くす神技エステ8時間コースBEST Kawaii*ベスト（2月6日、Kawaii*）

- 大好きな女の子とレズセックスするためにファンや新人AV女優を堕として手なずける！ レズの匠、さつき芽衣のやりたい放題・数珠繋ぎレズビアン さつき芽衣 蘭々 東雲あずさ（2月13日、ビビアン）

- 素人女子○校生が挑戦！ハラハラドキドキ！謎解きお化け屋敷からの脱出！お化けチ○ポに囲まれ恐怖でおま○こが濡れてしまった女子○校生はどろどろ精子まみれで絶叫ノンストップ射精SEX！総発射61発！（2月20日、ディープス）

- みいろ＆あずさ（2月21日、俺の素人-Z-）

- ドM天使降臨！？街行く素人女子大生二人組が初めてのドMプレイに挑戦！親友よりハードな事が出来たら賞金30万円！スパンキング・イラマチオ・首絞め・ビンタ…初めて尽くしのハードプレイにM覚醒堕ち！そのまま生チ○ポくらはぁいとデカチン懇願＆連続中出しSEX（2月23日、赤面女子）

- 470億匹の特濃精子をフィニッシュぶっかけ！可愛い女の子のカワイイ顔には精子が似合う155連発顔射ベスト Kawaii*ベスト（3月5日、Kawaii*）

- みいろ＆あずさ（3月6日、俺の素人-Z-）

- 姉妹丼 今からこの姉妹を同時に犯します（3月22日、ハラスメント）

- J● ハメ撮りジャンクション。 vol.04（5月3日、DOC）

- 調教依頼 制服Ver 東雲あずさ（5月7日、中嶋興行）

- あずみ（5月11日、ビニ本本舗）

- ひとり女子旅ナンパ 上京ちゃんが毎度おさわがせします Episode12 feat.FALENOTUBE（5月23日、FALENO TUBE）

- 喉奥と膣奥を同時に開発してあげる… 健気な美少女たちを上から下からドリル性交 52本番8時間BEST Kawaii*ベスト（6月4日、Kawaii*）

- 台本無視！演出無視！カメラも忘れてアドリブ接吻ひたすら無心で卑猥に舌を絡ませ快感ゾーンに入った瞬間63本番 Kawaii*ベスト（6月4日、Kawaii*）

- 悪徳チケット転売ヤ―に騙され種付けされた無垢な田舎少女 被害者4名（6月18日、無垢）

- 喉奥破壊イラマチオ 強●嘔吐まみれ 東雲あずさ（6月20日、AEGEAN）

- 黒人の極太チ○ポに子宮の奥まで突かれてイキまくった八重歯の可愛い純粋な女子○生が放課後にナンパされて生中出し 東雲あずさ（6月20日、hawaii）

- 素人おま○こくぱぁ観察3輝くビラビラが透けて見えそうなほど4Kカメラ超接写至近距離で照れイキオナニー30ま○こ5時間（6月25日、S級素人）

- あずさ（6月30日、INDY）

- あずさ（7月27日、G-AREA）

- 120分間ノンストップ撮影、ノーカット編集で生中出し14連発に長時間お掃除フェラ！！ 東雲あずさ

　（8月1日、FS.KnightsVisual）
- あずさ（8月12日、INDY）

- 美女のお顔をぶっ壊す！ 東雲あずさ（8月22日、レイデックス）

- 顔出しMM号 女子大生限定 ザ・マジックミラー お膣の中身はなんだろな？異物当てゲーム中にこっそりオマ○コに生挿入されたデカチンで膣内をじ～っくりかき回されイキまくり！初めての生中出し！（8月28日、ディープス）

- kawaii*BEST 美少女限定！悶絶快感！挿入よりキモティィにぎにぎ手コキ娘たち 100発over Kawaii*ベスト（9月3日、Kawaii*）

- マーゾウルフ 5人のドM女優から偽マゾを見つけろ！（9月12日、ROCKET）

- アズサ（9月12日、HimeMix)

- あずさちゃん（10月25日、エッチな素人)

- 未熟なおま●こを徹底調教した51の記録 媚薬・拘束・イラマ・性欲発散ピストン7時間30分 Kawaii*ベスト（11月5日、Kawaii*）

- 4組Aちゃん（11月23日、素人ムクムク-礼ぷ-）

- カメラの前でおしっこする女 5（11月26日、グローリークエスト）

- りな＆あずさ（11月30日、素人ムクムク-W-）

- 地方にいる素朴で純情な田舎娘が実は一番エロい！ヤルことなくて性に貪欲な美少女たちのきっつきつ優等生マ●コ流出映像 Kawaii*ベスト（12月3日、Kawaii*）

- あずさ（12月13日、素人図鑑）

- W喉奥肉便器 残酷非道イラマレ×プの標的にされ奴●堕ちした女子水泳部員（12月17日、無垢）

- あずさちゃん（1月14日、素人あんあん）

- あずさちゃん2（1月14日、素人あんあん）

- 卑猥行為 流出発禁映像4（1月28日、神回）

- あずささん（1月30日、躾の時間）

- あずささん2（1月30日、躾の時間）

- 東雲あずさ ムチムチ美尻 神ブルマ 美少女やぽっちゃり娘らにピチピチブルマ＆体操着を着せ、ハミパン、ムレムレワレメを毛穴まで見えるほどの超ドアップ接写！さらに尻コキ、着衣お漏らし放尿やブルマぶっかけ等ブルマ好きに送る完全着衣フェチAV（２月６日、親父の個撮）

- 中年オヤジの濃厚ザーメン注入！中出しピストンレ●プ怒涛の64本番 Kawaii*ベスト（3月4日、Kawaii*）

- あずさちゃん（3月6日、素人ムクムク-夢中-)

- ドM美女のW顔面ハラスメントBEST VOL.1 （3月11日、グローリークエスト）

- 彼氏？が出来てもすぐにやり捨てされちゃって常に欲求不満のほしがりちゃんwwエッチなことに興味津々で毎日妄想オナニーする深夜コンビニアルバイター未処理剛毛ドMビッチあずさちゃん20歳（3月16日、あいすまん)

- 剛毛マン毛の純粋少女 初アナルSEX お尻までびっしり生えた業界一のマン毛フサフサ美少女、満を持してアナル解禁。 東雲あずさ（3月18日、無垢）

- 女子●生鬼畜レ×プ210分 ボロ雑巾のように性処理肉便器として犯●れた美少女13選 （3月18日、無垢）

- ハメ撮りに普通の会話動画を並べたらとてもエロくなった件（OKW-005）（3月20日、親父の個撮）

- ある男のスマホから見つかった細くて可愛くて小さくて未熟な美少女と合法的にセックスするわいせつ秘蔵映像62 Kawaii*ベスト（4月1日、Kawaii*）

- 若い娘の生マ●コはイク寸前が一番吸い付く… 中年オヤジと美少女36人の同時イキ 最高潮シンクロオーガズム中出し153連発 Kawaii*ベスト（4月1日、Kawaii*）

- IMAGE VIDEO エッチなイメージビデオ 制服美少女 あずさちゃん（4月15日、無垢）

- 街中ゲリラナンパMM便15周年！顔出し解禁！一流企業で働く剛毛OL 初めてのまたがり顔面騎乗クンニ体験編 8人全員SEXスペシャル！マジックミラー便 ボーボー未処理のマン毛を掻き分けて生クリトリスを激しくジュルジュルと舐められ膣内に舌をねじ込まれて恥じらい絶頂！…（4月15日、ディープス）

- 一般男女モニタリングAV 二次会帰りの終電間際に突撃交渉！成人式で再会した友達男女が中出し1発10万円の過激ミッションに挑戦！ほろ酔い女子大生2人が同級生男子とラブホテルで朝までハーレム逆3P連続射精セックス！性欲溢れる若者の人生初の中出し乱交は1発限りじゃ…（5月6日、ディープス）

- ケツ穴までびっちり剛毛‘2穴姦’限界・絶叫アナルSEX 東雲あずさ（5月13日、セレブの友）

- 久々に再会した幼馴染みが、緊縛調教されるマゾ雌になっていた。 元担任に縛られ、喉奥までチ〇ポ挿し込まれて絶頂するドM肉便器 東雲あずさ（5月20日、無垢）

- A＆H（5月24日、素人ムクムク-W-）

- 昭和の激マブヤンキー娘とエロいことできちゃう「スケバンデリヘル」(1)～気は強いけど情に厚いので懇願したら挿れさせてくれるかも（6月1日、パラダイステレビ）

### VR
- 【VR】「絶対ナカで出さないでくださいねっ！」【お触り禁止！本番禁止！】明るく元気な新人キャストを媚薬で発情させてキメパコSEX！ゴムをつけてとお願いしてくる【ルーズソックスJ○】に強引生ハメ＆剛毛早漏ま○こに勝手に【口内射精・中出し3発射】… 東雲あずさ（1月28日、こあらVR）

- 【VR】親が帰ってくる【68分前…】自宅マンションの駐車場で【紺ハイソ剛毛ジャングルおま○こJ○】が密室車内で敏感過ぎて愛液ダダ漏れ【潮吹き・痙攣絶頂連発！】【口内射精・中出し2発射・顔射】汗だく灼熱カーセックス 東雲あずさ（2月28日、こあらVR）

- 【VR】【脚フェチルーズソックス特化VR】14人完全撮りおろし（2月28日、こあらVR）

- 【VR】【KMPVR-彩-7周年記念特別版】聖レズ学院 貧乏の僕がテスト生として転校した先はまさかの女子校！？百合色の匂いが充満した教室ではみんなレズ！レズ！！レズ！！！花ざかりの男子禁制ハーレムLIFE

### イメージビデオ
- Azusa 無邪気な君に恋をする・東雲あずさ（2022年9月22日、REbecca）

## 出版物

### デジタル写真集
- 東雲あずさ　野球女子のグランドスラム級ヘアヌード（2022年6月17日、FRIDAYデジタル写真集）
- 今日、東雲あずさと、、、（2023年5月2日、Amazon Services International LLC）

### 雑誌
- 2022年1月28日号 FRIDAYグラビア　東雲あずさ「グランドスラム級ヘアヌード 」
- 2022年9月12日（週刊プレイボーイ40号）記事　スポーツの秋に贈る!!　アスリート系AV女優大名鑑!!
- 2025年1月11日　LOVEPOP デラックス　東雲あずさ　001 (ピンク倶楽部)
- 2025年2月23日　LOVEPOP デラックス　東雲あずさ　002 (ラビリンス)
- 2025年4月19日　LOVEPOP デラックス　東雲あずさ　003 (ラビリンス)
- 2025年5月24日　LOVEPOP デラックス　東雲あずさ　004 (ラビリンス)

## 出演

### テレビ
- ビ～チ9（2022年6月、テレビ埼玉） - マンスリーゲスト
- 『不適切にもほどがある!』（2024年1月-3月、TBS）　第3話　沢北菜緒役（アダルト女優チーム）で出演

### 映画
- カタオモイ[7](2023年8月4日、レジェンド・タレント・エージェンシー/レジェンド・ピクチャーズ）

### 舞台
- 演劇DUO福斗清☆ 旗揚げ公演 「絶対にNTRれないオ・ト・コ」[8][9]（2022年10月19日(水)〜30日(日)全16ステージ、三栄町LIVE）凸キャストのすず役で出演
- 三栄町LIVE×くろばらしょうじょじごくvol.10 『ラチカン 』[10][11]（2023年1月18日(水)〜2月5日(日)全21ステージ、三栄町LIVE）Aキャストのタカコ役で出演、一部B、Cキャストでも出演
- 三栄町LIVE×大山劇団vol.2 「片瀬一本勝負」[12][13]（2022年12月14日 (水) ～ 2022年12月26日 (月) 、三栄町LIVE）
- 013[14]（2023年7月21日(金)〜30日(日)、中目黒キンケロ・シアター）Team DREAMのポリマ役で出演
- 三栄町LIVE×fukui劇vol.14「ケダモノ202」[15][16]（2023/04/05 (水) ～ 2023/04/22 (土)、三栄町LIVE）Cキャスト　波多野千冬役で出演
- 短編コメディプレイ『ポップスガールズ〜なんてったっけ？アイドル編』[17]（2023年10月11日(水)～15日(日)、新宿シアターブラッツ）バレッタ組で出演
- 劇団ストリッパー　戦国絵巻＆音楽絵巻『犬蛇獄』『古き神と赤い神』[18][19]（2023/12/07 (木) ～ 2023/12/11 (月) 、武蔵野芸能劇場　小劇場）てん役で出演
- BOW『煙が目にしみる』[20]（2024/04/11 (木) ～ 2024/04/28 (日)、オメガ東京）ミディアムチームの瀬能あずさ役で出演
- 劇団ストリッパー　10周年記念公演『code:L』[21](2024/09/05 (木) ～ 2024/09/08 (日)、武蔵野芸能劇場　小劇場）teamストのブルーバンパイア役で出演
- 壱人前企画vol.18『生変人』[22](2024/10/29（火）〜2024/11/3（日）、オメガ東京）変人チーム
- 演劇ユニットCorneliusCockBlue(s)第39回公演『楚歌-revival』[23]（2025/02/19 (水) ～ 2025/02/24 (月)、小劇場 楽園）Bチーム

### イベント
- 楽演祭 vol.28（2023年12月27日、東京・池袋LIVE INN ROSA）[24]
- スキモノラボ×ものづくり体験　ワークショップVOL.7　〜八重歯が可愛いお姉さんと一緒に大人の玩具を作りう（2024年1月16日、新宿レフカダ）[25]
- 2024 TSE 台湾写真博覧会（2024年1月26日〜28日）
- もあとあずさのほろ酔いdeぱ～りぃ～ナイト（仮題）1（2024年7月28日、新宿レフカダ）
- もあとあずさのほろ酔いdeぱ～りぃ～ナイト（仮題）2（2024年9月15日、新宿レフカダ）[26]
- もあとあずさのほろ酔いdeぱ～りぃ～ナイト（仮題）3（2025年２月２日、新宿レフカダ）[27][28]
- 2025 TOP女神台北感謝祭（2025年2月8日〜9日）[29][30]
- 第11回 台湾アダルト博覧会 (TAE) (2025年4月11日〜13日）
- もあとあずさのわる酔いdeぱ～りぃ～ナイト♡ 4（2025年4月26日、新宿レフカダ）[31]
- もあとあずさのわる酔いdeぱ～りぃ～ナイトvol.5（2025年6月15日、新宿ミコノス）[32]